# Конвой P-614
Конвой P-614 — японський конвой часів Другої світової війни, проведення якого відбувалось у червні 1943 року.
Конвой сформували у важливому транспортному хабі Палау (західна частина Каролінського архіпелагу), а місцем призначення був Рабаул — головна база в архіпелазі Бісмарка, з якої японці провадили операції на Соломонових островах та сході Нової Гвінеї. До складу конвою P-614 увійшли транспорти «Міядоно-Мару» (мало на борту 1457 осіб — військовослужбовців автомобільного підрозділу та будівельних працівників), «Тагоноура-Мару», «Хакутецу-Мару № 13» та «Нічірьо-Мару» (Nichiryo Maru). Ескорт складався з мисливця за підводними човнами CH-22.
14 червня 1943 року судна вийшли із Палау та попрямували на південний схід. 19 червня о 15:14 за п'ять сотень кілометрів на північний захід від острова Новий Ганновер «Міядоно-Мару» торпедоване підводним човном Growler. Попри велику кількість людей на борту, загинуло лише 3 пасажири та 5 членів екіпажу. Близько опівночі, вже після того як завершилось переміщення людей, есмінець за підводними човнами CH-22 добив «Міядоно-Мару» артилерійським вогнем.
23 червня конвой прибув до Рабаула.